# União das Freguesias de Gavião e Atalaia
União das Freguesias de Gavião e Atalaia, kurz Gavião e Atalaia, ist eine Gemeinde (Freguesia) im Kreis (Concelho) von Gavião in der portugiesischen Region Alentejo. Sie stellt die Stadtgemeinde der Kleinstadt (Vila) Gavião.

## Geschichte
Die Gemeinde entstand im Zuge der Gebietsreform vom 29. September 2013 durch die Zusammenlegung der ehemaligen Gemeinde Atalaia und der Stadtgemeinde Gavião.

## Demographie
| Freguesia | Freguesia        | Freguesia | Freguesia       | ehemalige Freguesias | ehemalige Freguesias | ehemalige Freguesias | ehemalige Freguesias |
| --------- | ---------------- | --------- | --------------- | -------------------- | -------------------- | -------------------- | -------------------- |
| Wappen    | Freguesia        | Einwohner | Fläche in (km²) | Wappen               | Freguesia            | Einwohner            | Fläche in (km²)      |
|           | Gavião e Atalaia | 1501      | 77,88           |                      | Gavião               | 1626                 | 58,46                |
|           | Gavião e Atalaia | 1501      | 77,88           | Atalaia              | 138                  | 19,47                |                      |